# Avon (New York)
Avon è un comune degli Stati Uniti d'America, situato nello Stato di New York, nella contea di Livingston.